# Ius valachicum

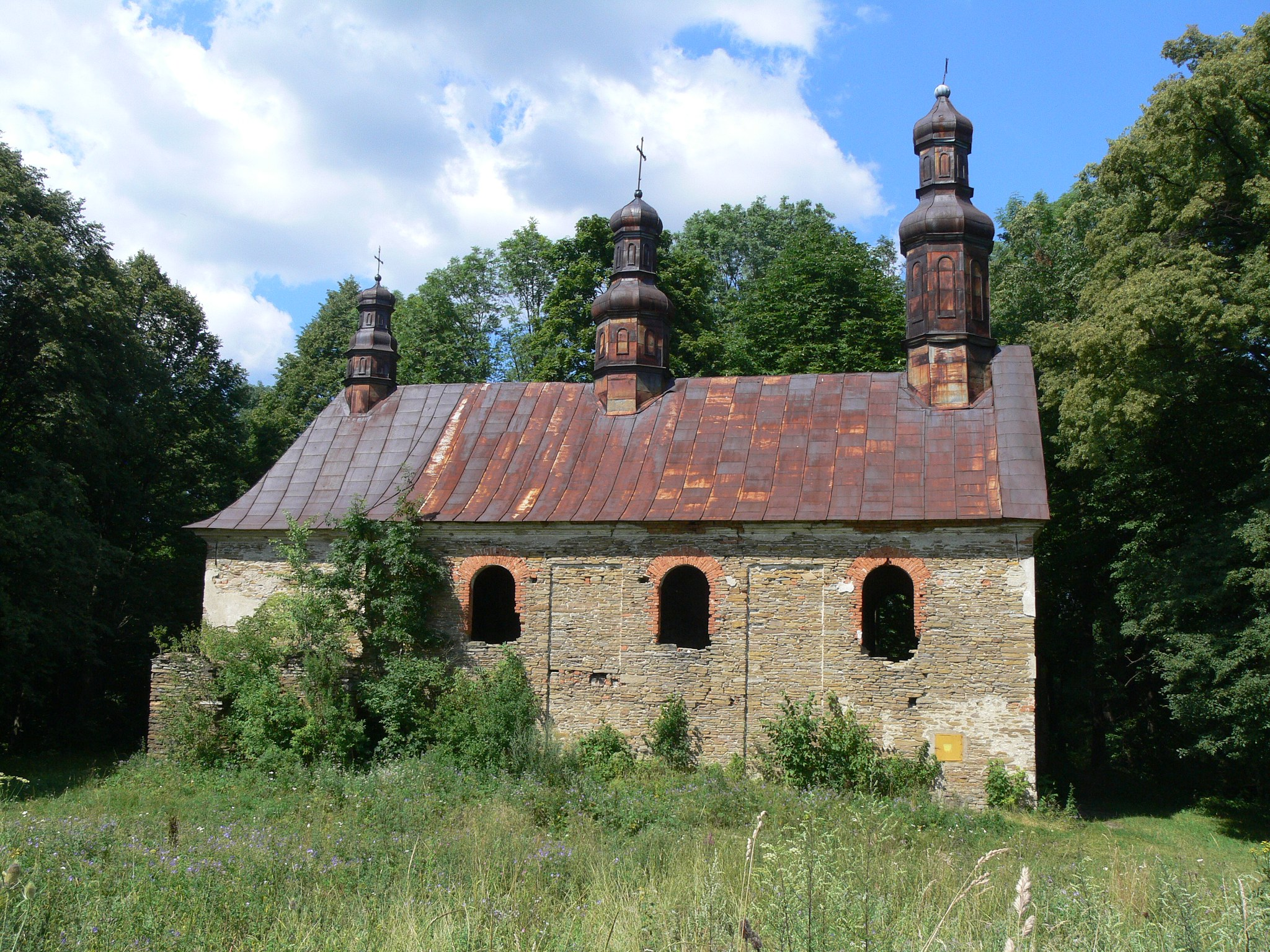
Ruinele bisericii greco-catolice din Królik Wołoski (Królikul Valah), Polonia, localitate care a beneficiat de ius valachicum, situată la 10 km sud de Krosno, depopulată în urma Operațiunii Vistula (1947)

ius valachicum (în limba populară a epocii леџѩ стръмошѩскъ – legea strămoșească, în maghiară vlach jog) specifica drepturile, îndatorările, privilegiile, scutirile și specificitățile juridice ale comunităților vlahe, inițial pastorale din Europa centrală și orientală medievală, conduse de jupâni și de boieri..

## Istorie
Cuvântul „vlah” denumea vechile comunitățile est-romanice din aceste regiuni, denumite uneori în documentele vremii ca „Vlahii” (în engleză Wallachian lands), iar de istorici ca „Romanii populare”. Stabilirea în jurul lor a unui mare număr de „sclavinii” începând cu secolul al VI-lea a dus la slavizarea lingvistică a unui număr însemnat dintre aceste comunități, astfel încât în sec. al XVIII-lea, cuvântul „vlah” a ajuns, în limbile slave, să denumească orice cioban ortodox, fie acesta rămas romanofon (ca în Regatul Ungariei Răsăritene și în Principatul Transilvaniei) sau devenit slavofon (ca într-o mare parte din Peninsula Balcanică).

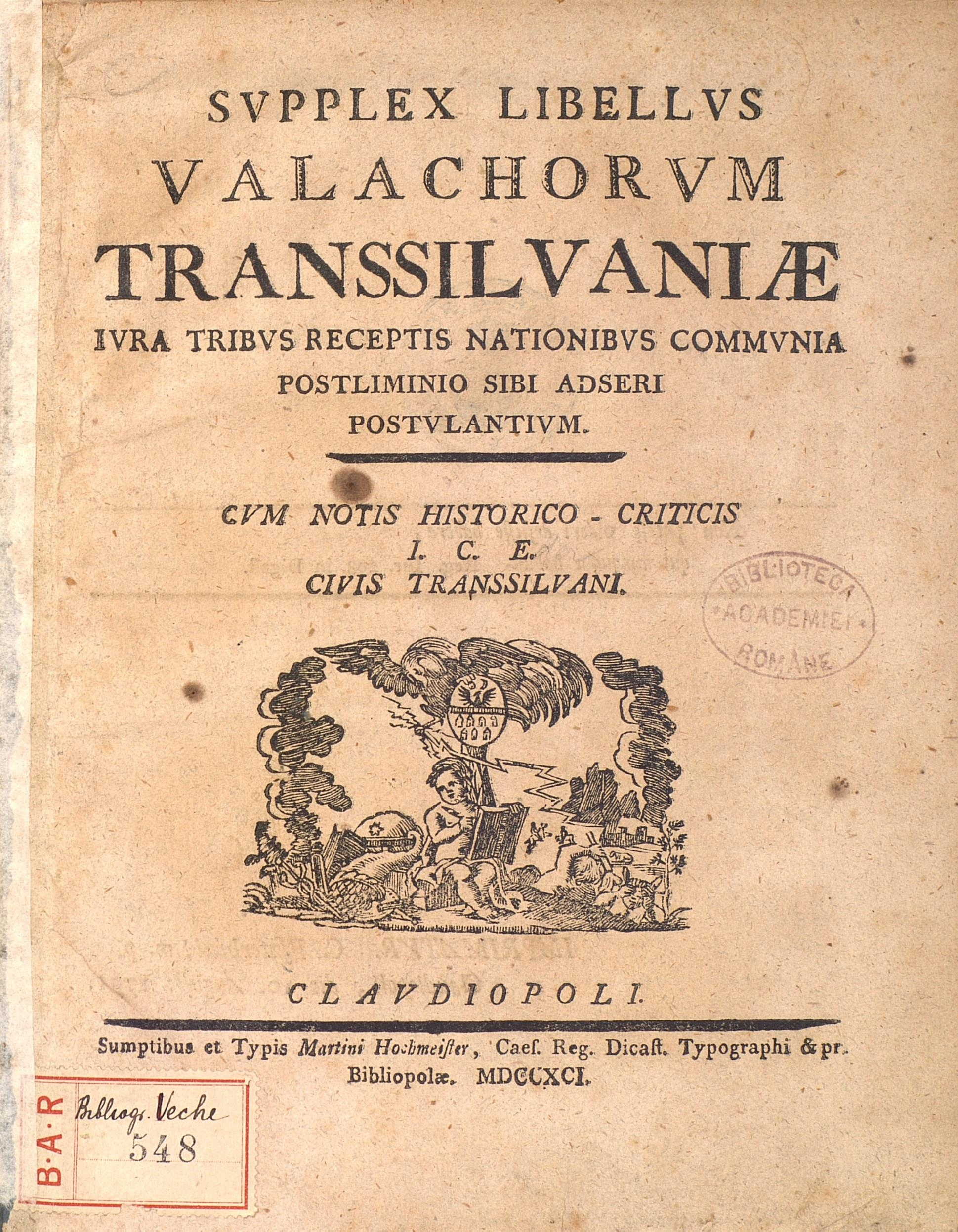
Faimosul „Supplex” din 1784.

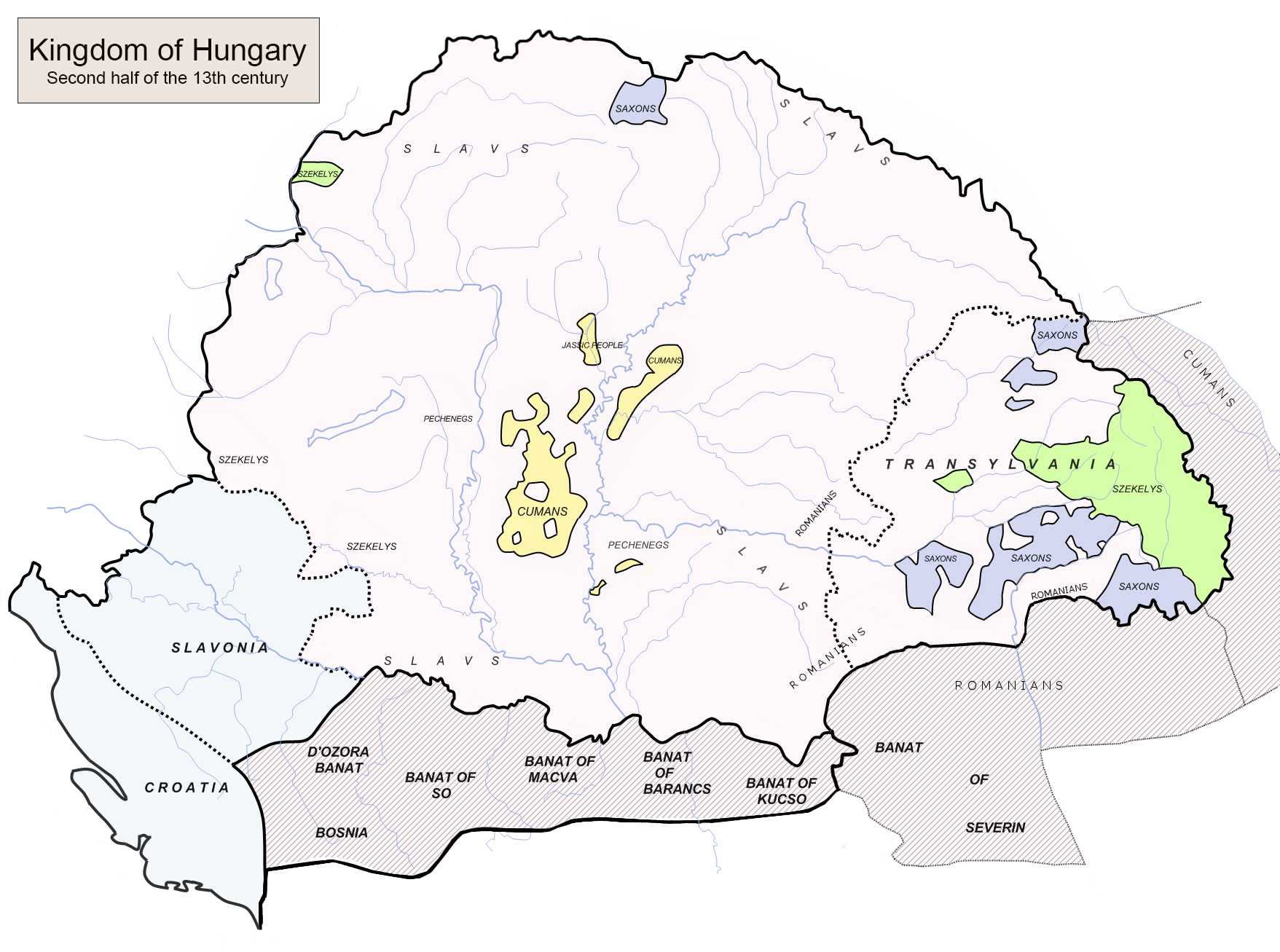
Portocaliu: zone cu „ius valachicum” în sec. 13.

În Principatul Transilvaniei, după constituirea Uniunii celor trei neamuri și înnăbușirea răscoalei de la Bobâlna în 1438, ius valachicum dispare progresiv, în timp ce jupânii și boierii români (Universitas Valachorum) trebuie să aleagă între trei soluții: pierderea tuturor drepturilor și căderea în iobăgie, „descălecarea” dincolo de Carpați spre Moldova sau Țara Românească sau contopirea în nobilimea ungurească a ișpanilor și grofilor prin trecerea la catolicism și la limba maghiară (cazul Ioan de Hunedoara, de exemplu). Ultimul document scris atestând Universitas Valachorum datează din mai 1355, când adunarea generală (congregatio generalis) a stărilor transilvane a fost convocată la Turda.
În Imperiul Habsburgic care anexează Transilvania în 1699, « statutul Vlahilor » (latină statuta Valachorum) promulgat încă din 1630, privea toate regimentele de grăniceri, pandurii și țăranii ortodocși indiferent că erau sârbi sau români precum și alte comunități pastorale, inițial ortodoxe și rutene sau românești, trăind în Carpați și trecute, cu timpul, la catolicism și la limbile poloneză, slovacă sau cehă, precum goralii, vlahomoravii sau huțulii. Dintre fostele jupânate românești cu „ius valachicum” dispărute după înfrângerea răscoalei de la Bobâlna, mai rămăseseră în 1784 numai cele din țările Almăjului, Amlașului, Făgărașului, Lăpușului, Moților, Năsăudului, Oașului și Zărneștilor care dispar la rândul lor în acel an odată cu reforma administrativă a împăratului habsburgic Iosif al II-lea. Revendicările din „Supplex Libellus Valachorum” premergător răscoalei românești din același an nu sunt străine de această dispariție definitivă a „legii strămoșești”.